# Finite Fields and Their Applications
Finite Fields and Their Applications is een internationaal, aan collegiale toetsing onderworpen wetenschappelijk tijdschrift op het gebied van de wiskunde van de eindige velden. De naam wordt in literatuurverwijzingen meestal afgekort tot Finite Fields Appl. Het wordt uitgegeven door Elsevier en verschijnt 6 keer per jaar.